# 循理會白普理基金循理小學
循理會白普理基金循理小學（英語：F.M.B. Chun Lei Primary School）是一間位於香港沙田區新翠邨的基督教小學。此校由香港循理會創辦，為一所津貼小學，前身是1966年創立之循理會至正學校，並於1983年在現址復辦。

## 歷史
循理會白普理基金循理小學前身為位於慈雲山慈正邨、與第50座相連的循理會至正學校，早於1966年12月創校，上、下午校共設48班，學生人數為2,160名。由於黃大仙區學童人數暴跌，至正學校被勒令「殺校」，原需於1982年停辦。適逢沙田新市鎮發展，政府在1981年尾邀請至正學校遷址至新翠邨，從而得以續辦至今。然而，由於新校舍需時興建，至正仍要按時停辦，為期一年。
1983年9月，至正學校在新翠邨重開，更名為循理小學，仍為半日制小學，但所有教職員均為重新招聘。及後，由於獲白普理基金鉅額捐款，校名上再加上「白普理基金」字樣。
2005年9月，此校分拆下午校與沙田公立美林小學合併為循理會美林小學，而上午校亦改為全日制。
因第二代校舍空間不足，此校於2024年競投同邨沙田崇真中學舊校舍，並獲批准，預計於2026/27學年遷入。

## 著名/傑出校友
- 劉浩翔：香港舞臺劇演員、編劇及導演、2008年香港舞台劇獎最佳劇本得主
- 李依雯：新聞主播、曾任職新城電台及於Now寬頻電視主持節目
- 蓋世寶（1990年）：香港女藝人，前無綫電視藝員
- 馬倩宜（2000年）：香港女藝人
- 黃麗幗（1999年）：海通國際投資策略副總裁、前無綫新聞主播

## 歷任校長

### 至正學校時代

#### 上午校
- 余永康先生（1966年-？，上午校創校校長）
- 鄭淦元先生（？-1971年，上午校第二任校長，由下午校轉任，後返回同系至光學校出任校長）（2019年離世）
- 崔耀璜先生（1971年-1982年，上午校第三任校長）

#### 下午校
- 吳毓垣先生（1966年-1967年，下午校創校校長）
- 鄭淦元先生（1967年-？，下午校第二任校長，後轉為上午校校長）
- 潘有江先生（？-1982年，下午校第三任校長）（已離世）

### 循理小學時代

#### 上午校
- 司徒曹美屏女士（1983年-1991年，上午校第四任校長，後改為下午校校長）
- 劉英傑先生（1991年-2005年，上午校末任校長，後改為全日制首任校長）

#### 下午校
- 何卓祥先生（1983年-1991年，下午校第四任校長）[5]
- 司徒曹美屏女士（1991年-1994年，下午校第五任校長，由上午校過渡）
- 袁錦翰先生（1994年-2005年，下午校末任校長，及後過渡至循理會美林小學並繼續出任校長至2021年）

#### 全日制
- 劉英傑先生（2005年-2009年，全日制首任校長，由上午校過渡）
- 黃華聲先生（2009年-2021年，全日制第二任校長）
- 楊錦銚先生（2021年至今，現任校長，由聖安當小學轉職）

## 外部連結
- 循理會白普理基金循理小學 （页面存档备份，存于）